# Филиппов, Александр Ильич
Алекса́ндр Ильи́ч Фили́ппов (1892, Москва, Российская империя — 1962, Москва, РСФСР, СССР) — русский футболист, играл на позиции нападающего.

## Биография
Родился в семье Ильи Ивановича Филиппова и его супруги Анны Афиногеновны, которые были владельцами доходных домов и нескольких булочных в Москве. Его дед, Иван Максимович, также был купцом и пекарем, а прадед, Максим Филиппов, считается родоначальником династии знаменитых булочников Филипповых.
Один из основателей Кружка футболистов «Сокольники» (КФС) в 1907 году. Его брат Николай был избран казначеем КФС, а сам Александр стал капитаном команды. Начал играть профессионально в футбол в 1907 году, в возрасте 15 лет. Весной и летом 1910 года Александр Филиппов был капитаном футбольных команд РГО «Сокол». Несколько раз представлял футбольную команду РГО «Сокол» на учредительных собраниях 1910 года первого официального чемпионата Москвы (МФЛ). Ввиду того, что РГО «Сокол» не стал принимать участие в МФЛ, А.Филиппов осенью 1910 года вернулся обратно в футбольную команду КФС. В двух сезонах зима 1911/1912 и зима 1912/1913 годов был капитаном команды РГО Сокол по хоккею с мячом. Далее всю свою футбольную карьеру до 1915 года Александр Филиппов провёл в московском клубе Кружок футболистов «Сокольники».
В составе сборной Российской империи дебютировал 30 июня 1912 года на Олимпиаде, а всего провёл за национальную команду 3 игры.

## Статистика
| Матчи Филиппова за сборную России | Матчи Филиппова за сборную России | Матчи Филиппова за сборную России | Матчи Филиппова за сборную России | Матчи Филиппова за сборную России | Матчи Филиппова за сборную России |
| Дата                              | Место проведения                  | Оппонент                          | Счёт                              | Голы                              | Соревнование                      |
| --------------------------------- | --------------------------------- | --------------------------------- | --------------------------------- | --------------------------------- | --------------------------------- |
| 30 июня 1912                      | Стокгольм                         | Финляндия                         | 1:2                               | -                                 | Олимпиада 1912                    |
| 3 июля 1912                       | Транеберг                         | Норвегия                          | 1:2                               | -                                 | Товарищеский матч                 |
| 5 июля 1914                       | Стокгольм                         | Швеция                            | 2:2                               | -                                 | Товарищеский матч                 |